# Red Bull Stratos

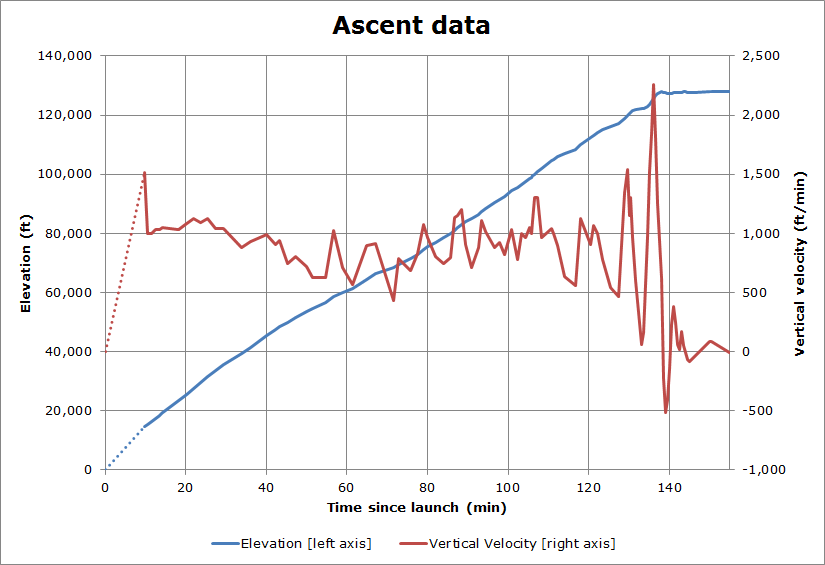
Courbes représentant la hauteur parcourue (en bleu) et la vitesse (en rouge) en fonction du temps, durant l'ascension du ballon.

Red Bull Stratos est un projet de chute libre depuis la stratosphère, associant le parachutiste autrichien Felix Baumgartner au groupe Red Bull. 
Le 14 octobre 2012, Baumgartner s'élève à 38,969 km au-dessus du Nouveau-Mexique (États-Unis) à bord d'une navette pressurisée accrochée à un unique ballon à hélium avant d'exécuter une chute d'une durée totale de neuf minutes et trois secondes dans une combinaison pressurisée avec atterrissage en parachute.

## Préparation
En janvier 2010, Felix Baumgartner conclut un projet avec une équipe de scientifiques, avec le financement (sponsoring) de l'entreprise Red Bull, en vue de battre le record du plus haut saut en parachute. Le projet de Baumgartner était de réaliser un saut depuis la stratosphère à une hauteur de 38,969 km au départ d'une capsule suspendue à un ballon stratosphérique gonflé à l'hélium, avec l'intention d'être le premier parachutiste à passer le mur du son,,.
Joseph Kittinger qui, avec le projet Excelsior, détient le record du monde que Baumgartner veut battre, le conseille afin que les scientifiques puissent récolter des données sur la génération future des combinaisons pressurisées,.
Cependant, le 18 octobre 2010, Red Bull annonce arrêter ce projet, après que Daniel Hogan, un entrepreneur, ait porté plainte en avril auprès de la Cour suprême de Californie, à Los Angeles, revendiquant la paternité du concept de saut en parachute depuis l'espace et accusant Red Bull de lui avoir volé l'idée. L'action en justice fut résolue à l'amiable en juin 2011. Le 5 février 2012, le journal The Daily Telegraph annonça que le projet serait réalisé.
Le 15 mars 2012, équipé d'une combinaison pressurisée, Felix Baumgartner réalise le premier des deux sauts test depuis 21 818 m (71 581 pieds). Durant ce saut d'entraînement, il fut durant approximativement 3 min 43 s en chute libre, obtenant une vitesse de plus de 580 km/h, avant d'ouvrir son parachute. Au total, le saut fut d'une durée de huit minutes et huit secondes. Ce fut la troisième personne à effectuer sans dommage un saut en parachute d'une hauteur de plus de 21,7 km (71 194 pieds). Le 25 juillet 2012, il saute en parachute d'une altitude de 29 456 m (96 640 pieds), atteignant la vitesse de 805 km/h.

## Record
Le 9 octobre 2012, Baumgartner s'apprête à sauter de 38 969 mètres (120 000 pieds) de haut. Durant ce saut d'une vingtaine de minutes dont cinq en chute libre, il doit dépasser le mur du son. Mais la tentative est annulée à cause notamment de vents violents. Une nouvelle tentative est annulée le 10 octobre 2012 également pour des raisons météorologiques. 
Le 14 octobre 2012, le ballon est lancé au dessus de Roswell (Nouveau-Mexique). L'évènement est retransmis en direct sur internet. Le ballon atteint l'altitude de 10 000 m en 26 minutes, à une vitesse variant de 5,2 m/s à 5,8 m/s, puis celle de 20 000 m en 1 h 5 min pour enfin atteindre les 38 969 m en un peu plus de deux heures. Une fois la check-list effectuée en contact radio avec Felix Baumgartner, l'Autrichien se lance dans une chute libre de 4 minutes et 19 secondes, atteignant la vitesse maximale de 1 357,6 km/h, soit Mach 1,25, avant d'ouvrir son parachute et de se poser sans encombre après une chute totale de 9 minutes et 3 secondes.
Son record est très rapidement battu. En effet, deux ans plus tard, l'américain Alan Eustace exécute un saut stratosphérique depuis l'altitude de 41 419 mètres, ôtant au passage également le record de la plus longue chute libre. Son exploit est homologué mais étrangement ne bénéficie de presque aucune  couverture médiatique.

## Filmographie
Un film documentaire dédié, daté d'octobre 2013, est revenu sur l'événement.